# 蒲田耕二
蒲田 耕二（かまた こうじ、1940年9月15日 - ）は音楽評論家。本名、鎌田紘次。
愛媛県今治市出身。1964年、東京外国語大学フランス語科卒。同年、音楽之友社に入社。1969年、日本リーダーズダイジェスト社に転じる。1976年に独立しフリーとなる。